# Spermacoce suaveolens
Spermacoce suaveolens là một loài thực vật có hoa trong họ Thiến thảo. Loài này được (G.Mey.) Kuntze miêu tả khoa học đầu tiên năm 1898.